# Arothron hispidus
Il pesce palla a punti bianchi (Arothron hispidus (Linnaeus, 1758)) è un pesce palla di medie dimensioni, raggiunge infatti una lunghezza massima di 50 cm, di colore grigio scuro e con macchie bianche.
Predilige le acque tropicali dell'Oceano Indiano e dell'Oceano pacifico, abitando le scogliere  e le lagune ad una profondità compresa tra i 3 ed i 30 metri.

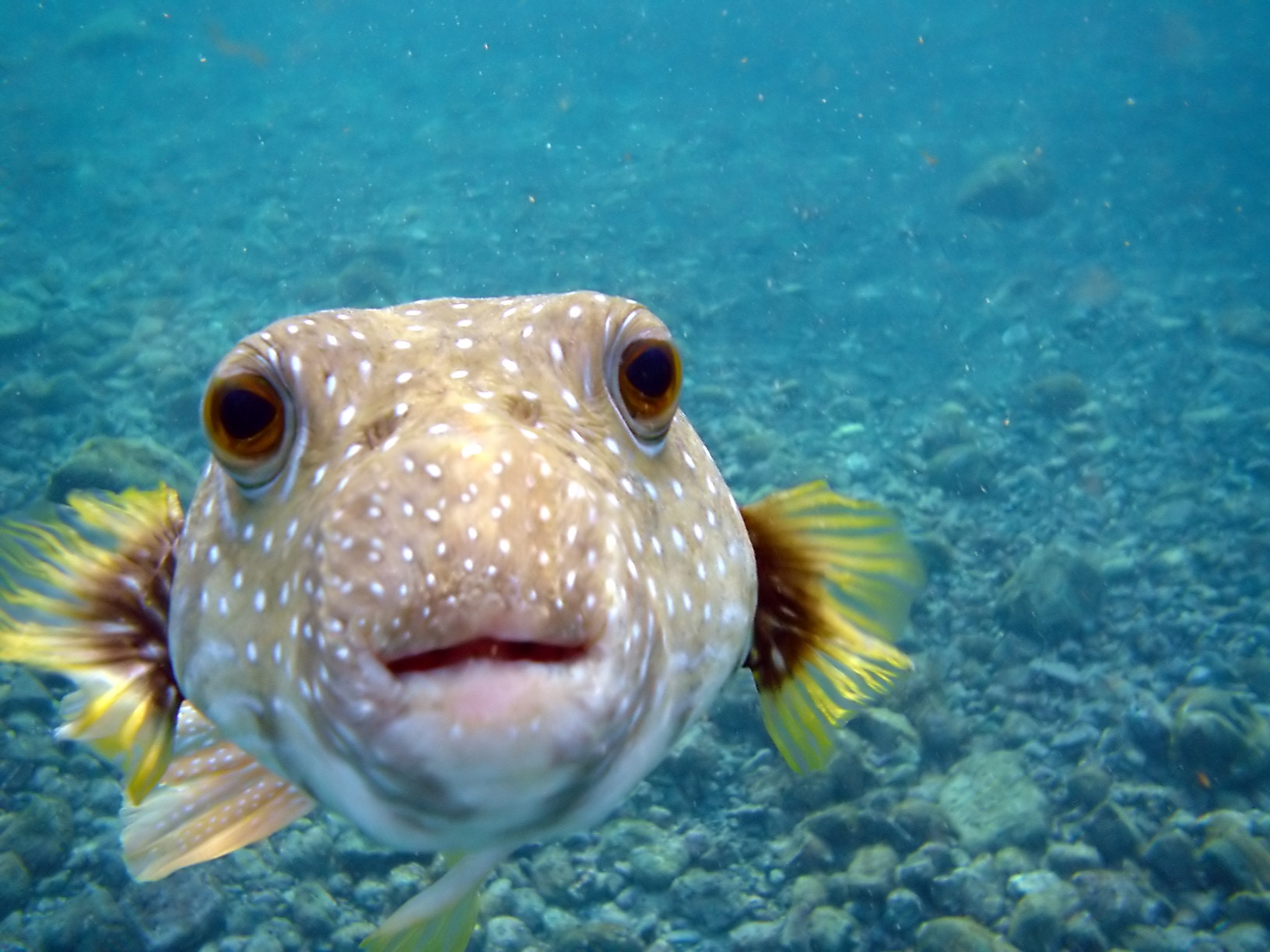
Un Pesce palla a punti bianchi al largo dell'isola di Hawaii